# Caffristis ferrogrisea
Caffristis ferrogrisea är en fjärilsart som beskrevs av George Francis Hampson 1902. Caffristis ferrogrisea ingår i släktet Caffristis och familjen nattflyn. Inga underarter finns listade i Catalogue of Life.